# Liste der Baudenkmäler in Sulzdorf an der Lederhecke
Auf dieser Seite sind die Baudenkmäler in der unterfränkischen Gemeinde Sulzdorf an der Lederhecke zusammengestellt. Diese Tabelle ist eine Teilliste der Liste der Baudenkmäler in Bayern. Grundlage ist die Bayerische Denkmalliste, die auf Basis des Bayerischen Denkmalschutzgesetzes vom 1. Oktober 1973 erstmals erstellt wurde und seither durch das Bayerische Landesamt für Denkmalpflege geführt wird. Die folgenden Angaben ersetzen nicht die rechtsverbindliche Auskunft der Denkmalschutzbehörde.
 Diese Liste gibt den Fortschreibungsstand vom 23. Oktober 2022 wieder und enthält 47 Baudenkmäler.

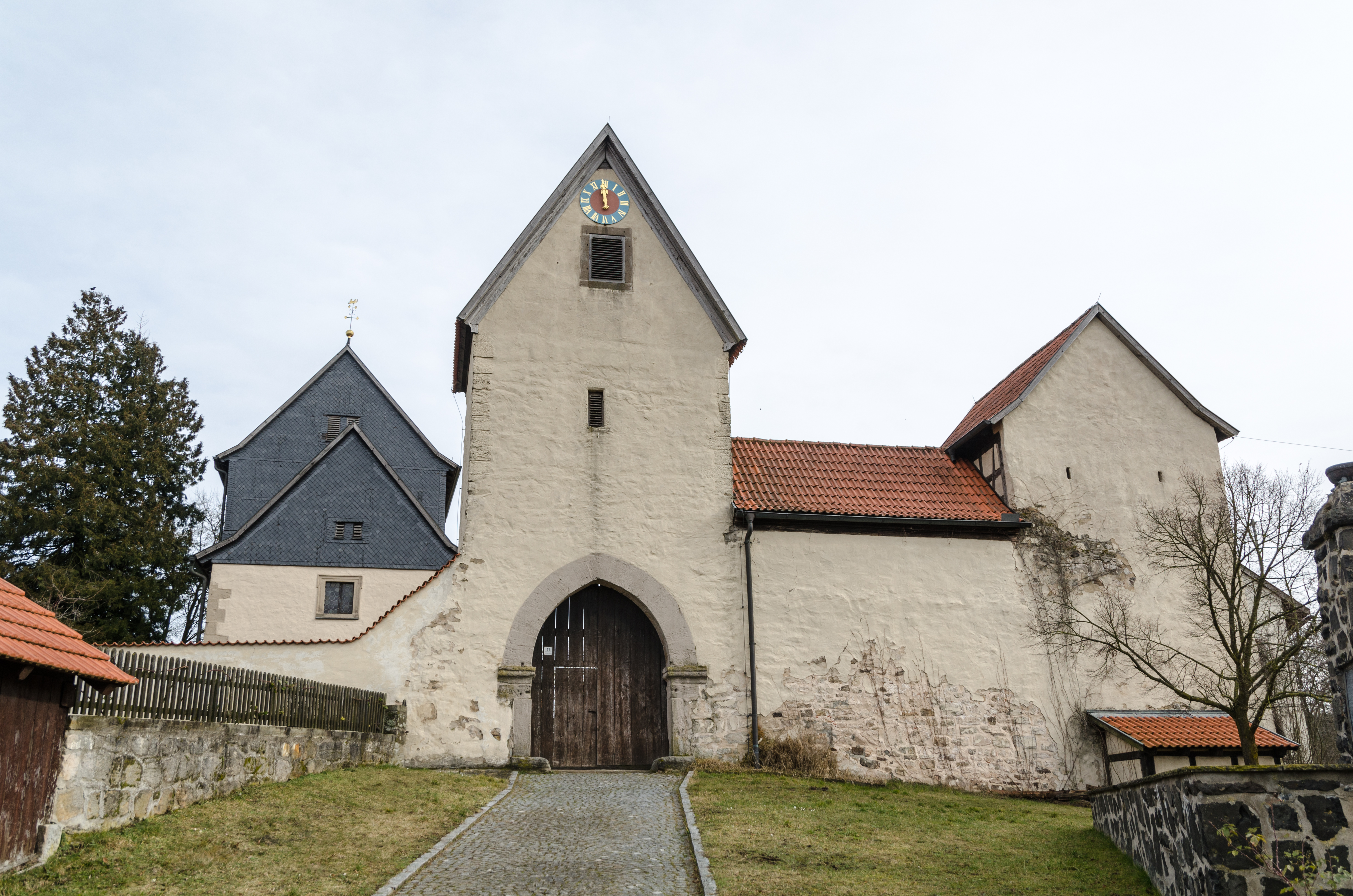
Kirchenburg in Serrfeld

## Ensembles

### Ensemble Ortskern Serrfeld

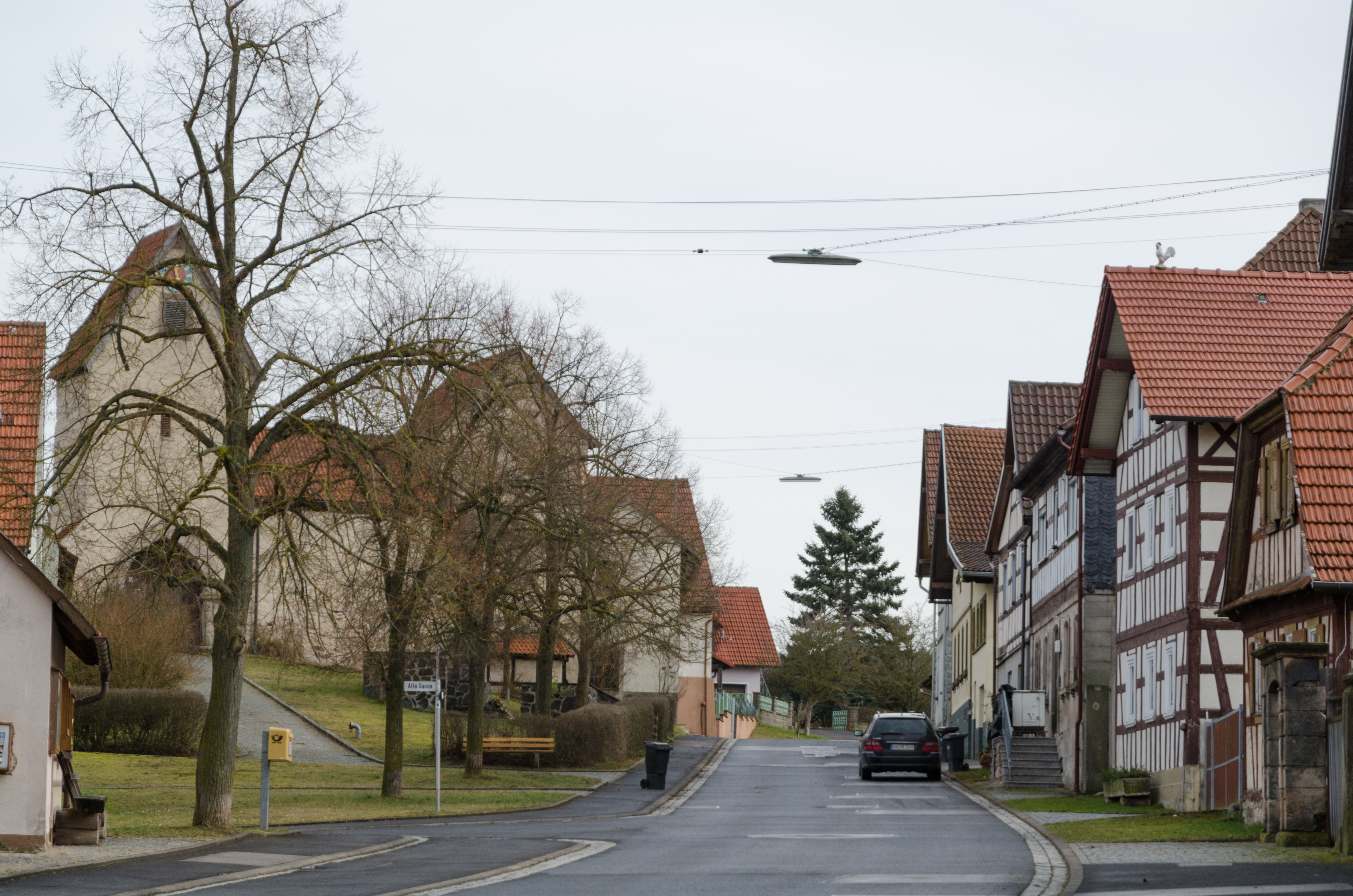
Serrfeld, Ortskern an der Kirchenburg

Der Ortskern von Serrfeld (Lage), urkundlich erstmals 1340 erwähnt, entwickelte sich unterhalb der erhöht gelegenen Kirchenburg des 13./14. Jahrhundert als in ostwestlicher Richtung angelegtes Straßenangerdorf. Entlang der Altstraße, parallel zum Serrfelder Mühlbach, haben sich einige Anwesen angeschlossen. Der Baubestand der Bauernhöfe, meist in Fachwerkbauweise, geht im Wesentlichen auf das 18. und 19. Jahrhundert zurück. Aktennummer: E-6-73-172-1.

## Baudenkmäler nach Gemeindeteilen

### Sulzdorf
| Lage                                                                                               | Objekt                                  | Beschreibung | Akten-Nr.     | Bild           |
| -------------------------------------------------------------------------------------------------- | --------------------------------------- | --- | ------------- | -------------- |
| Am Rathaus 8 (Standort)                                                                            | Gemeindehaus                            | Zweigeschossiger Walmdachbau, Fachwerk über hohem Natursteinsockel, erste Hälfte 19. Jahrhundert                                           | D-6-73-172-5  | weitere Bilder |
| Bundesstraße 279, an der B 279 am Rothhügel gegenüber dem Sulzfelder Jüdischen Friedhof (Standort) | Meilensäule                             | Sandstein, Mitte 19. Jahrhundert | D-6-73-172-51 | weitere Bilder |
| Hauptstraße 9 (Standort)                                                                           | Evangelisch-lutherische Leonhardskirche | Turmunterbau spätmittelalterlich, Obergeschoss und Laternenhaube 18. Jahrhundert, Langhaus mit Satteldach 18. Jahrhundert; mit Ausstattung | D-6-73-172-1  | weitere Bilder |
| Hauptstraße 15 (Standort)                                                                          | Wohnhaus                                | Zweigeschossiger verputzter Walmdachbau, bezeichnet „1804“                                                                                 | D-6-73-172-4  | weitere Bilder |
| Hauptstraße 26 (Standort)                                                                          | Ehem. jüdisches Wohnhaus                | In Ecklage, Halbwalmdachhaus, massives Erdgeschoss, Fachwerkobergeschoss giebelseits verschiefert, bezeichnet „1819“                       | D-6-73-172-2  | weitere Bilder |
| Hauptstraße 38 (Standort)                                                                          | Bauernhaus, Wohnwirtschaftsgebäude      | Giebelständiger Satteldachbau, eingeschossig, Fachwerk über hohem massivem Sockel, erste Hälfte 19. Jahrhundert                            | D-6-73-172-3  | weitere Bilder |
| Reut, nordwestlich des Ortes (Standort)                                                            | Jüdischer Friedhof                      | Mit Einfriedungsmauer, mit Grabsteinen von 1833 bis 1905                                                                                   | D-6-73-172-36 | weitere Bilder |

### Brennhausen
| Lage                     | Objekt               | Beschreibung | Akten-Nr.    | Bild           |
| ------------------------ | -------------------- | --- | ------------ | -------------- |
| Brennhausen 1 (Standort) | Ehemalige Wasserburg | Zwei viergeschossige Wohnturmbauten, jeweils mit Satteldach, Bruchstein und Werkstein, durch Verbindungsflügel in Fachwerk verbunden, im Kern 13. Jahrhundert, 1526–31(d) wiederaufgebaut | D-6-73-172-6 | weitere Bilder |
| Brennhausen 1 (Standort) | Burgbefestigung      | Bering mit Grabenmauer und Steinbrücke um 1530 und frühes 20. Jhd. | D-6-73-172-6 | weitere Bilder |

### Heckenmühle
| Lage                   | Objekt    | Beschreibung                                                  | Akten-Nr.     | Bild           |
| ---------------------- | --------- | ------------------------------------------------------------- | ------------- | -------------- |
| Fuchslöcher (Standort) | Bildstock | Mit Lamm Gottes und Gedenkinschrift, Stein, bezeichnet „1947“ | D-6-73-172-47 | weitere Bilder |

### Obereßfeld
| Lage                                                                                | Objekt                                                | Beschreibung | Akten-Nr.     | Bild           |
| ----------------------------------------------------------------------------------- | ----------------------------------------------------- | --- | ------------- | -------------- |
| Bremig (Standort)                                                                   | Zwei Sühnekreuze                                      | Sandstein, 15.–17. Jh. | D-6-73-172-52 | weitere Bilder |
| Bremig (Standort)                                                                   | Hochkreuz                                             | Holz, 20. Jh. | D-6-73-172-52 | weitere Bilder |
| Dorfgrund (Standort)                                                                | Bildstock                                             | Sockel mit Inschrift und gotisierendem Bogenfries, 1896, Säule mit stilisiertem Blattkapitell, Aufsatz in Form einer Neurokoko-Kartusche, um 1920                                                  | D-6-73-172-71 | weitere Bilder |
| Obereßfelder Straße 5 (Standort)                                                    | Bauernhof                                             | Zweigeschossiges giebelständiges Wohnhaus mit Halbwalmdach, verputzter Massivbau, Ende 18. Jahrhundert                                                                                             | D-6-73-172-10 | weitere Bilder |
| Obereßfelder Straße 5 (Standort)                                                    | Austragshaus, Wohnstallhaus                           | Zweigeschossiger Walmdachbau mit Laubengang, massives Erdgeschoss, Fachwerkobergeschoss, 18. Jahrhundert                                                                                           | D-6-73-172-10 | weitere Bilder |
| Obereßfelder Straße 5 (Standort)                                                    | Scheune                                               | Einseitig abgewalmt, Fachwerk, zweite Hälfte 18./erste Hälfte 19. Jahrhundert | D-6-73-172-10 | weitere Bilder |
| Obereßfelder Straße 5 (Standort)                                                    | Hoftorpfeiler und -pforte                             | Naturstein, 18. Jahrhundert | D-6-73-172-10 | weitere Bilder |
| Obereßfelder Straße 7 (Standort)                                                    | Bauernhaus                                            | Zweigeschossiger Walmdachbau, massives Erdgeschoss, Fachwerkobergeschoss, Ende 18. Jahrhundert | D-6-73-172-11 | weitere Bilder |
| Obereßfelder Straße 9 (Standort)                                                    | Hoftorpfeiler und Pforte                              | Naturstein, bezeichnet „1811“ | D-6-73-172-12 | weitere Bilder |
| Obereßfelder Straße 13 (Standort)                                                   | Bauernhaus                                            | Zweigeschossiges giebelständiges Fachwerkhaus mit Halbwalmdach, Erdgeschoss teils massiv, beide Geschosse durch einen Fußwalm getrennt, Ende 18. Jahrhundert                                       | D-6-73-172-13 | weitere Bilder |
| Obereßfelder Straße 13 (Standort)                                                   | Hoftorpfeiler und Pforte                              | Mit Marienfigur, Naturstein, Ende 18. Jahrhundert | D-6-73-172-13 | weitere Bilder |
| Julius-Echter-Straße (Standort)                                                     | Heiligenhäuschen                                      | Naturstein, mit Dreifaltigkeitsrelief, Sandstein, zweite Hälfte 18. Jahrhundert | D-6-73-172-16 | weitere Bilder |
| Julius-Echter-Straße 5 (Standort)                                                   | Rathaus                                               | Zweigeschossiger Traufseitbau, einseitig Halbwalmdach, massives Erdgeschoss, Fachwerkobergeschoss, Haubenlaterne, am Wappenstein neben Haupteingang bezeichnet „1608“, Fachwerkobergeschoss jünger | D-6-73-172-15 | weitere Bilder |
| Julius-Echter-Straße 12 (Standort)                                                  | Bildstock                                             | Reliefs: Gnadenstuhl und Pietà, Sandstein, bezeichnet „1883“ | D-6-73-172-44 | weitere Bilder |
| Karl-Hofmann-Straße 3 (Standort)                                                    | Ehemaliger Pfarrhof, Wohnhaus                         | Zweigeschossig, giebelständig, mit Satteldach, Fachwerk mit leicht vorkragenden Schwellen, verputzt, 18. Jahrhundert                                                                               | D-6-73-172-41 | weitere Bilder |
| Karl-Hofmann-Straße 3 (Standort)                                                    | Ehemaliger Pfarrhof, Fachwerknebengebäude und Scheune | Erdgeschossig, 18. Jahrhundert | D-6-73-172-41 | BW             |
| Karl-Hofmann-Straße 3 (Standort)                                                    | Ehemaliger Pfarrhof                                   | Hoftoranlage, 18. Jahrhundert | D-6-73-172-41 | weitere Bilder |
| Karl-Hofmann-Straße 3 (Standort)                                                    | Immaculata                                            | Sandstein, 18. Jahrhundert | D-6-73-172-41 | weitere Bilder |
| Karl-Hofmann-Straße 20, am Ortsausgang der alten Straße nach Untereßfeld (Standort) | Flurkreuz                                             | Über Treppenaufgang, Sandstein, Spätbarock, von 1774 | D-6-73-172-19 | weitere Bilder |
| Kirchweg 11 (Standort)                                                              | Katholische Pfarrkirche St Nikolaus                   | Saalkirche mit Satteldach und polygonalem Chor, gedrungener Westturm mit Spitzhelm, Turmunterbau 14. Jahrhundert, Turmaufbau 1612, Chor und Langhaus, später Rokoko, 1777–78; mit Ausstattung      | D-6-73-172-7  | weitere Bilder |
| Kirchweg 11 (Standort)                                                              | Kirchhofmauer                                         | Mit verputzten Torpfeilern, Bruchstein, wohl 1777/78 mit älteren Resten, Mariengrotte um 1900 | D-6-73-172-7  | weitere Bilder |
| Kirchweg 11 (Standort)                                                              | Friedhofskreuz                                        | Sandstein, erste Hälfte 19. Jahrhundert | D-6-73-172-7  | weitere Bilder |
| Klausgrund; im Fröschehaag 500 m nördl. der Kirche (Standort)                       | Bildstock                                             | Sandstein, von 1667 | D-6-73-172-18 | BW             |
| Nähe Hauptstraße (Standort)                                                         | Heiligenhäuschen                                      | Säulentabernakel mit Tonnengewölbe, Antoniusfigur, Sandstein, erste Hälfte 19. Jahrhundert | D-6-73-172-14 | weitere Bilder |
| Schloßweg 2 (Standort)                                                              | Ehemaliges Schloss                                    | Zweigeschossiger Steinbau mit Satteldach, im Kern erste Hälfte 16. Jahrhundert, Überformungen 19. und 20. Jahrhundert; Ausstattung                                                                 | D-6-73-172-9  | weitere Bilder |
| Schloßweg 2 (Standort)                                                              | Ehemaliges Schloss, Pfortenpfeiler mit Wappen         | Sandstein, bezeichnet „1778“ | D-6-73-172-9  | weitere Bilder |

### Schwanhausen
| Lage                    | Objekt | Beschreibung | Akten-Nr.     | Bild |
| ----------------------- | ------ | --- | ------------- | ---- |
| Dorfstraße 2 (Standort) | Glocke | Bronze, mit Inschrift und Maßwerkfries, um 1560 für die ehemalige St. Veits-Kapelle von Christoph II. Rosenhardt, genannt Glockengießer (Nürnberg); im Turm am ehemaligen Gemeindehaus | D-6-73-172-70 | BW   |

### Serrfeld
| Lage                                                                                       | Objekt                              | Beschreibung | Akten-Nr.     | Bild           |
| ------------------------------------------------------------------------------------------ | ----------------------------------- | --- | ------------- | -------------- |
| Serrfelder Straße 16 (Standort)                                                            | Bauernhof, Wohnhaus                 | Über hohem Hausteinsockel zweigeschossiger giebelständiger Fachwerkbau mit Satteldach, traufseitig Freitreppe, darüber Laubengang, bezeichnet „1739“                                       | D-6-73-172-22 | weitere Bilder |
| Serrfelder Straße 16 (Standort)                                                            | Bauernhof, Nebengebäude             | Kniestockhaus in Fachwerk mit flach geneigtem Satteldach, Erdgeschoss im Kellerportalbereich massiv, um 1900                                                                               | D-6-73-172-22 | weitere Bilder |
| Serrfelder Straße 16 (Standort)                                                            | Bauernhof, Hoftorpfeiler und Pforte | Naturstein, um 1900 | D-6-73-172-22 | weitere Bilder |
| Kirchenburg 2 (Standort)                                                                   | Bauernhaus, Wohnwirtschaftsgebäude  | Giebelständiges eingeschossiges Satteldachhaus in Ecklage mit rückwärtigem Anbau, Fachwerk auf massivem Sockel, erste Hälfte 19. Jahrhundert                                               | D-6-73-172-23 | weitere Bilder |
| Kirchenburg 8 (Standort)                                                                   | Bauernhaus, Wohnstallhaus           | Giebelständiger Fachwerkbau mit Halbwalmdach, eingeschossig mit hofseitigem Laubengang, um 1800                                                                                            | D-6-73-172-24 | weitere Bilder |
| Kirchenburg 8 (Standort)                                                                   | Scheune                             | Fachwerk zweite Hälfte 19. Jahrhundert | D-6-73-172-24 | weitere Bilder |
| Kirchenburg 6 (Standort)                                                                   | Steinpforte                         | um 1900 | D-6-73-172-24 | weitere Bilder |
| Kirchenburg 9 (Standort)                                                                   | Katholische Filialkirche St Maria   | Frühgotische Chorturmkirche, Turm massiv mit Fachwerkobergeschoss und Satteldach, erste Hälfte 14. Jahrhundert, massives Langhaus mit Satteldach, im Kern mittelalterlich; mit Ausstattung | D-6-73-172-21 | weitere Bilder |
| Kr NES 48, an der Kr NES 48 nördlich von Serrfeld, östlich der Sulzdorfer Mühle (Standort) | Meilensäule                         | Sandstein, Mitte 19. Jh. | D-6-73-172-50 | weitere Bilder |
| In Serrfeld (Standort)                                                                     | Kirchhofbefestigung                 | Mit Natursteinmauer; massivem Torturm mit Satteldach | D-6-73-172-21 | weitere Bilder |
| In Serrfeld (Standort)                                                                     | Eckturm                             | Mit Satteldach, zum Kirchhof in Fachwerk, nach außen massiv, erste Hälfte 14. Jahrhundert                                                                                                  | D-6-73-172-21 | weitere Bilder |

### Sternberg im Grabfeld
| Lage                                                                             | Objekt                                                                    | Beschreibung | Akten-Nr.     | Bild             |
| -------------------------------------------------------------------------------- | ------------------------------------------------------------------------- | --- | ------------- | ---------------- |
| Am Weinberg 2, am Ortsausgang nach Obereßfeld, gegenüber dem Friedhof (Standort) | Heiligenhäuschen                                                          | Prozessionsaltar, Sandstein, innen Marienstatue, erste Hälfte 19. Jahrhundert | D-6-73-172-34 | weitere Bilder   |
| Berthold-v.-Sternberg-Platz 4/6 (Standort)                                       | Schloss Sternberg                                                         | Einheitliche Barockanlage, zweigeschossiger Vierflügelbau mit Walmdach, stark ausspringende Ecktürme mit Zwiebelhauben, aufwändiges Hauptportal, Innenhofportale mit Bauherrnwappen, von Matthias von Saarburg bezeichnet „1667“ und „1669“; mit Ausstattung | D-6-73-172-27 | weitere Bilder   |
| Berthold-v.-Sternberg-Platz 4/6 (Standort)                                       | Steinbrücke                                                               | Mit vasenbesetzten Eckpfeilern | D-6-73-172-27 | weitere Bilder   |
| Berthold-v.-Sternberg-Platz 4/6 (Standort)                                       | Ökonomiehof                                                               | Dem Schloss vorgelagert, mit erdgeschossigen Mansardendachbauten auf Winkelgrundriss und Einfriedung | D-6-73-172-27 | weitere Bilder   |
| Berthold-v.-Sternberg-Platz 4/6 (Standort)                                       | Schlosspark                                                               | Mit Einfriedung | D-6-73-172-27 | weitere Bilder   |
| Berthold-v.-Sternberg-Platz 4/6 (Standort)                                       | Katholische Pfarrkirche St Wendelin als ehemalige Schlosskirche zugehörig | (siehe Kirchrangen 1) | D-6-73-172-27 | BW               |
| Geishügel am Ortsausgang nach Sulzdorf (Standort)                                | Heiligenhäuschen                                                          | Prozessionsaltar, Sandstein, innen gusseiserne Reliefplatte, Trinität, erste Hälfte 19. Jahrhundert | D-6-73-172-30 | weitere Bilder   |
| Gereut, an der Straße nach Obereßfeld (Standort)                                 | Flurkreuz                                                                 | Sockel von 1876 mit Inschrifttafel von 1825 zum Mord am Pächter Joh. Dusel, Korpus um 1900 | D-6-73-172-33 | weitere Bilder   |
| Kirchenrangen, Kirchenrangen 1 (Standort)                                        | Katholische Pfarrkirche St Wendelin                                       | Chorturmkirche, Langhaus mit vorgelagerter Freitreppe und Satteldach, polygonaler Chor mit quadratischem Turmobergeschoss und Laternenhaube, mit Ausstattung                                                                                                 | D-6-73-172-25 | weitere Bilder   |
| Kirchenrangen, Kirchenrangen 1 (Standort)                                        | Wappensteine                                                              | 1673 | D-6-73-172-25 | weitere Bilder   |
| Kirchenrangen; Kirchenrangen 1 (Standort)                                        | Nepomukfigur                                                              | Sandstein, 18. Jahrhundert | D-6-73-172-25 | weitere Bilder   |
| Nähe Am Hain; an der Straße zwischen Friedhof und Schlosspark (Standort)         | Heiligenhäuschen                                                          | Prozessionsaltar, Sandstein, erste Hälfte 19. Jahrhundert | D-6-73-172-31 | Heiligenhäuschen |
| Nähe Am Hain; an der Einfriedung des Schlossparks (Standort)                     | Heiligenhäuschen                                                          | Prozessionsaltar, Sandstein, erste Hälfte 19. Jahrhundert | D-6-73-172-32 | weitere Bilder   |
| Nähe Kirchenrangen (Standort)                                                    | Friedhofskreuz                                                            | Sandstein, von 1895 | D-6-73-172-26 | Friedhofskreuz   |
| Schloßstraße 13 (Standort)                                                       | Bauernhof                                                                 | Zweigeschossiges Wohnhaus mit zur Straße abgewalmtem Satteldach, Zierfachwerk, 18. Jahrhundert | D-6-73-172-28 | weitere Bilder   |
| Schloßstraße 13 (Standort)                                                       | Bauernhof                                                                 | Fachwerkscheune mit Satteldach, 19. Jahrhundert | D-6-73-172-28 | weitere Bilder   |
| Schloßstraße 13 (Standort)                                                       | Bauernhof                                                                 | Geputzte Torpfeiler und profilierte Pforte mit Nebengebäude, Naturstein, 18. Jahrhundert | D-6-73-172-28 | weitere Bilder   |
| Schloßstraße 17 (Standort)                                                       | Hausmadonna                                                               | Holz, 18. Jahrhundert | D-6-73-172-29 | weitere Bilder   |
| Schloßstraße 30 (Standort)                                                       | Pfarrhof, Pfarrhaus                                                       | Dreigeschossiger Sandsteinquaderbau mit Satteldach, bezeichnet „1873“ | D-6-73-172-42 | weitere Bilder   |
| Schloßstraße 30 (Standort)                                                       | Pfarrhof, Pfarrscheune                                                    | Sandsteinquaderbau mit Satteldach, letztes Viertel 19. Jahrhundert | D-6-73-172-42 | weitere Bilder   |

### Sulzdorfer Mühle
| Lage                          | Objekt                         | Beschreibung | Akten-Nr.     | Bild           |
| ----------------------------- | ------------------------------ | --- | ------------- | -------------- |
| Sulzdorfer Mühle 1 (Standort) | Ehemalige Mühle, Mühlengebäude | Aufgesockelter Satteldachbau, Fachwerk und Haustein, 18. Jahrhundert, mit Zwerchhausvorbau und anderen Veränderungen des 19. Jahrhunderts; mit technischer Ausstattung | D-6-73-172-37 | weitere Bilder |
| Sulzdorfer Mühle 1 (Standort) | Ehemalige Mühle, Nebengebäude  | Westlich Durchfahrtshaus, südöstlich drei Kellerhäuser, östlich ein Stall                                                                                              | D-6-73-172-37 | weitere Bilder |

### Zimmerau
| Lage | Objekt                                              | Beschreibung | Akten-Nr.     | Bild           |
| --- | --------------------------------------------------- | --- | ------------- | -------------- |
| Erletshag, westlich des Erlethags, östlich des Flurwegs zwischen Kreisstraße NES 47 und thüringischer Landesgrenze (Punkt 355,9) (Standort) | Jagdgrenzstein                                      | Zwischen Hochstift Würzburg und Herzogtum Sachsen-Coburg, Sandstein, bezeichnet „1599“                                                                                      | D-6-73-172-40 | BW             |
| Sternberger Straße 8 (Standort) | Evangelisch-lutherische Kirche                      | Massiver Saalbau, Satteldach und verschieferter oktogonaler Dachreiter mit Spitzhelm, bezeichnet 1899                                                                       | D-6-73-172-39 | weitere Bilder |
| Sternberger Straße 6 (Standort) | Ehemalige Schule                                    | An Kirche angebaut, eingeschossiger Fachwerkbau mit Satteldach, 1899 | D-6-73-172-39 | weitere Bilder |
| Turmstraße 2 (Standort) | Kirche St. Peter und Paul, katholische Filialkirche | Im Kern spätmittelalterlicher Saalbau mit Satteldach, eingezogener Rechteckchor mit abgewalmtem Dach, Spitzhelmdachreiter, 15./16. Jahrhundert; mit Ausstattung             | D-6-73-172-35 | weitere Bilder |
| Turmstraße 49 (Standort) | Bayernturm                                          | 38 m hoher Aussichtsturm mit quadratischem Schaft und starkvorkragender achteckiger flachgedeckter Plattform, Stahlfachwerk verkleidet, 1966 von Kreisbaumeister Fritz Köth | D-6-73-172-43 | weitere Bilder |

## Abgegangene Baudenkmäler
In diesem Abschnitt sind Objekte aufgeführt, die früher einmal in der Denkmalliste eingetragen waren, jetzt aber nicht mehr existieren, z. B. weil sie abgebrochen wurden. Aktennummern in diesem Abschnitt sind ehemalige, jetzt nicht mehr gültige Aktennummern.

| Lage                                     | Objekt                            | Beschreibung                                                                                              | Akten-Nr.     | Bild           |
| ---------------------------------------- | --------------------------------- | --- | ------------- | -------------- |
| Obereßfeld Kleinfeld (Standort)          | Bildstock                         | von 1920                                                                                                  | D-6-73-172-20 | BW             |
| Serrfeld Serrfelder Straße 11 (Standort) | Ehemalige Schule und Gemeindehaus | Zweigeschossiger verschieferter Fachwerkbau mit Satteldach, erste Hälfte 19. Jahrhundert 2014 abgebrochen | D-6-73-172-38 | weitere Bilder |